# Spilosmylus laetus
Spilosmylus laetus là một loài côn trùng trong họ Osmylidae thuộc bộ Neuroptera. Loài này được Tjeder miêu tả năm 1957.